# Конельські Хутори
Коне́льські Хутори — село в Україні, у Жашківській міській громаді Уманського району Черкаської області. Розташоване за 32 км на південь від міста Жашків. Населення становить 575 осіб.

## Історія
Про село вперше згадується в XVIII столітті.
До Циберманівського приходу входило два села, Конельські Хутори і Медувата, що належали Соломії, вдові Олександра Драгомерецького. До цих сіл приписано 1177 десятин землі.
У 1815 році жителями села побудовано на кладовищі дерев'яну церкву на честь великомученика Дмитрія за допомогою покійного поміщика Ігнатія Боровського. Вона збереглася дотепер і має статус пам'ятки архітектури місцевого значення. Церква ця числилася приписною, особливих угідь не було. У селі налічувалось 98 дворів, 573 жителі, з них чоловіків — 281, жінок — 292. Землі — 553 десятини, з яких селянських — 250. Господарство належало Калістрату Єгорову, який вів його за трипільною сівозміною. В селі функціонували православна церква, школа грамоти, два вітряних млини, хлібний магазин.
До 1918 року в селі діяла початкова двокласна церковно-приходська школа.
Село постраждало внаслідок геноциду українського народу, проведеного окупаційним урядом СССР в 1932—1933 та 1946–1947 роках.
У 1932-1933 роках в селі померло з голоду близько 200 селян.
У період радянсько-німецької війни село було під окупацією з липня 1941 року по 9 березня 1944 року. За період війни призвано 102 жителі, з яких 41 загинув. За період окупації нацистами вивезено на роботи до німецьких фабрик і заводів 77 молодих людей, навіть неповнолітніх хлопців і дівчат.
У 1952 році села Конельські Хутори і Медувата об'єднано й створено одну сільську раду з центром у селі Конельські Хутори. Колгоспи також було об'єднано в один колгосп ім. Андреєва з центральною садибою в селі Конельські Хутори.
20 березня 1969 року села від'єднано від с. Конело-Попівки й створено господарство ім. Свердлова. Створення колгоспу ім. Свердлова, куди увійшли два села — Конельські Хутори та Медувата — надихнуло селян на краще майбутнє. Люди повірили молодому голові колгоспу M. І. Бородію. В 1974 році колгосп ім. Свердлова нагороджено Перехідним Червоним Прапором та дипломом за досягнення найвищих результатів у всесоюзному соціалістичному змаганні. Диплом передано в Черкаський краєзнавчий музей.
У 1976 році в селі побудувано будинок культури. В цьому ж році, 19 лютого, колгосп
ім. Свердлова нагороджено орденом Трудового Червоного Прапора за високі показники в сільському господарстві.
У 1990 році в селі побудувано середню школу.
У травні 1996 року село газифіковано. У вересні 2003 року підключено природний газ до котельні загальноосвітньої школи.
11 березня 2000 року агрофірму «Конельські Хутори» реорганізовано в ПСП «Конельські Хутори». Директором підприємства обрано Харченка Івана Петровича.

## Відомі люди
Уродженцем села був Харченко Дмитро Миколайович (1959—2020) — доктор психологічних наук, професор; похований у селі.
14 березня 2000 року в селі в Будинку культури відбулося свято поезії Мороз Фросини Василівни, інваліда дитинства, яка прикута до ліжка. 2004 року вийшла її перша книга «Пригорнися, доленько, до мене…».

## Галерея

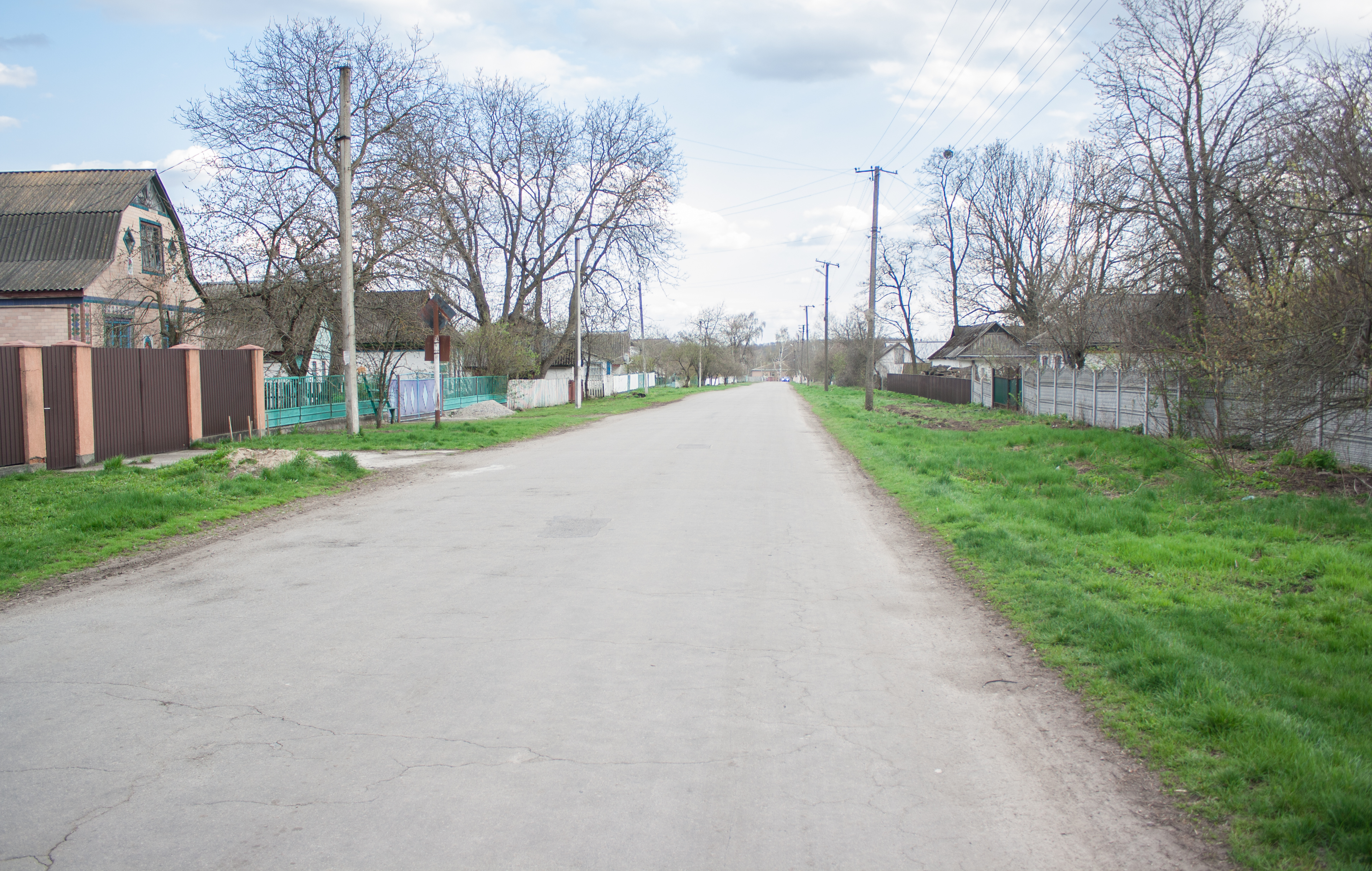
Вулиця Шевченка
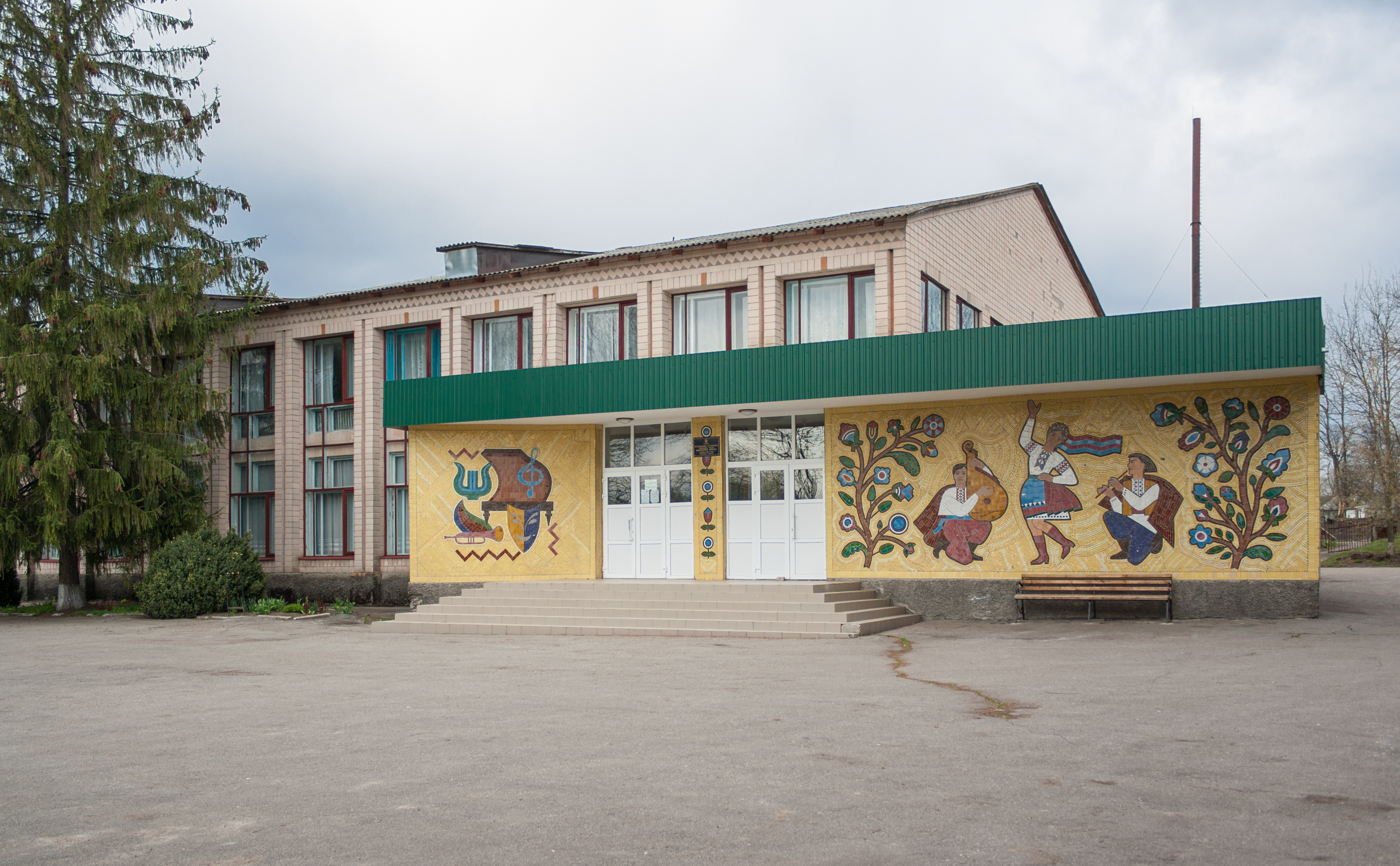
Сільська рада і будинок культури
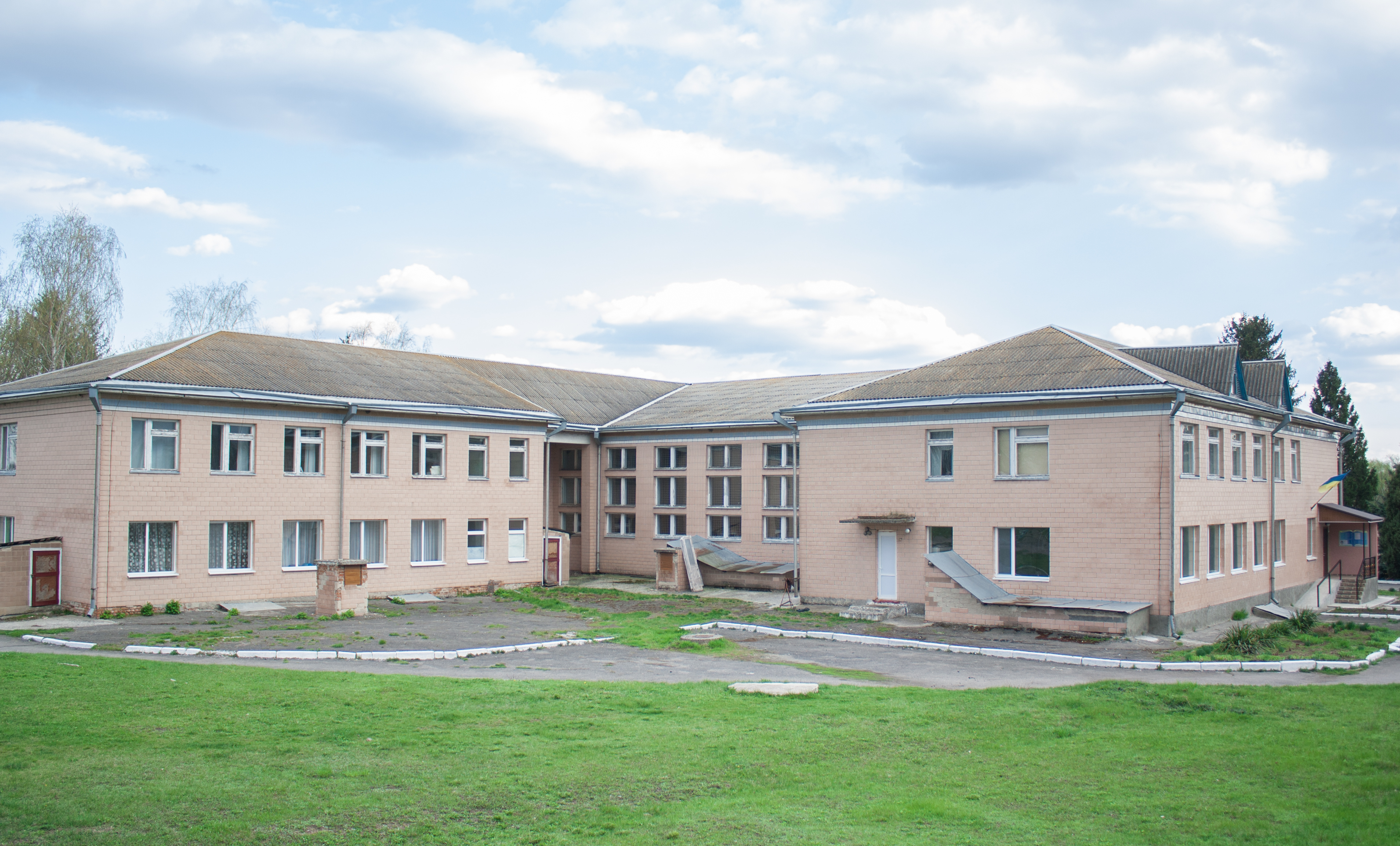
Школа
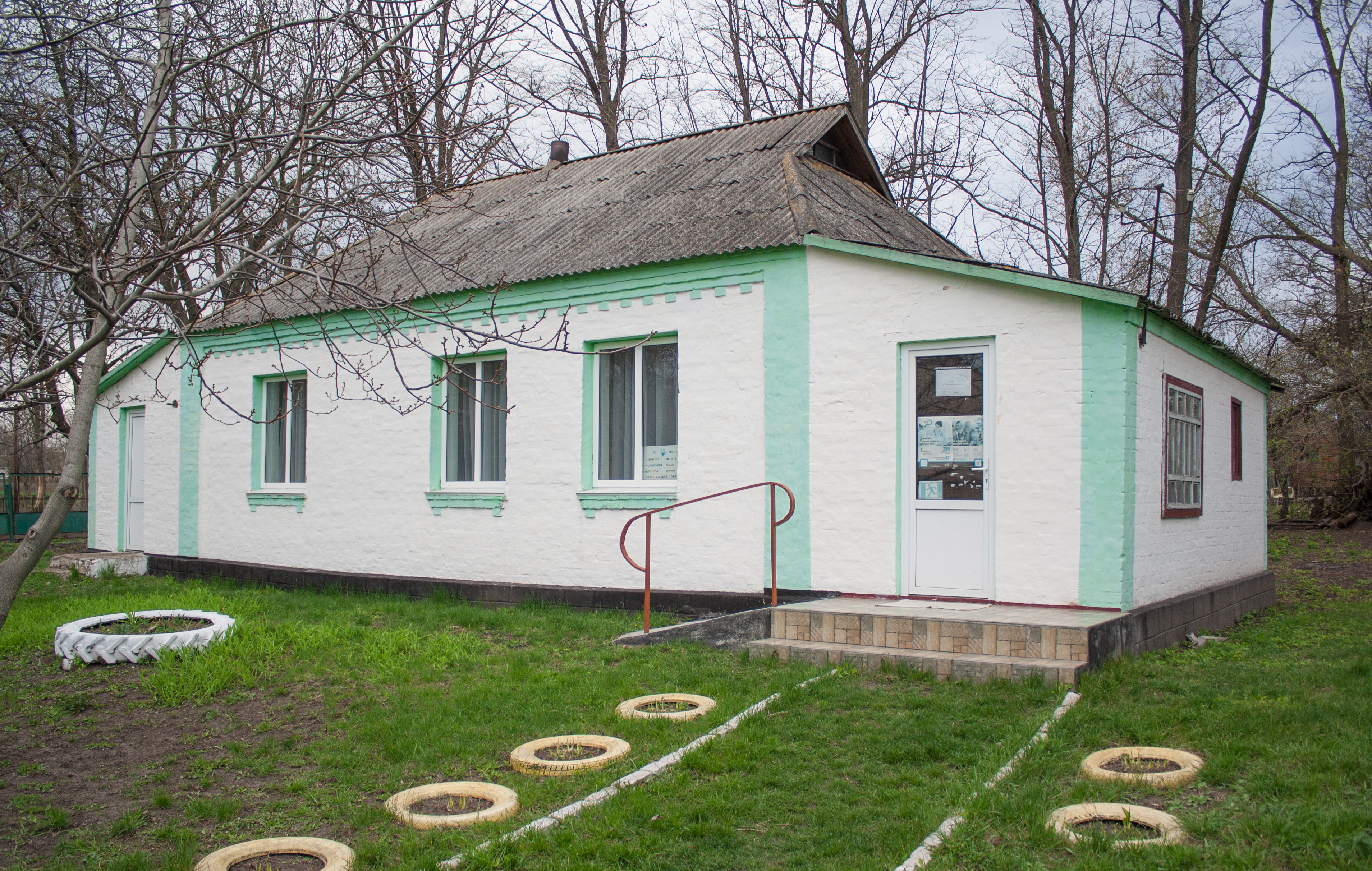
Фельдшерський пункт
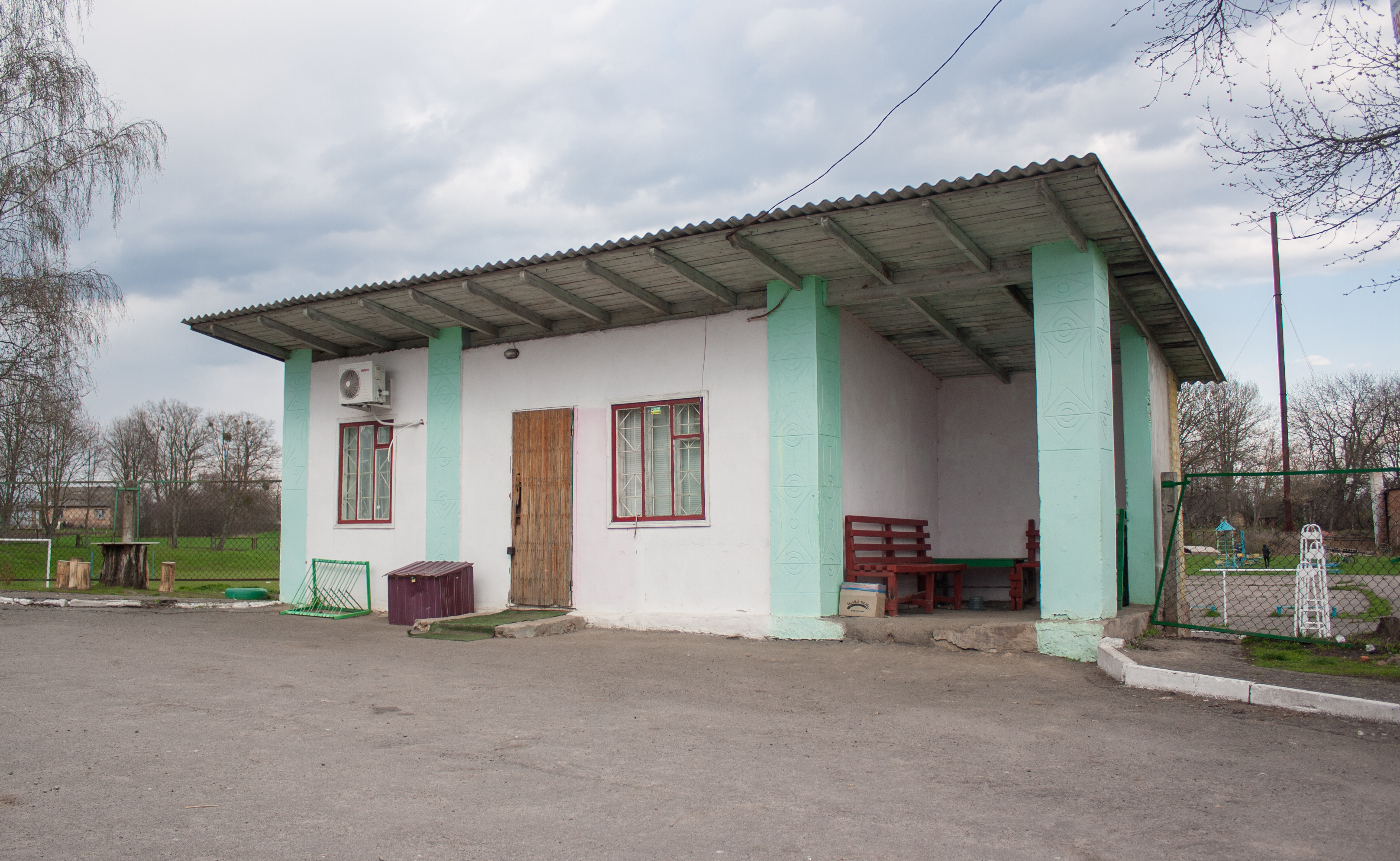
Магазин
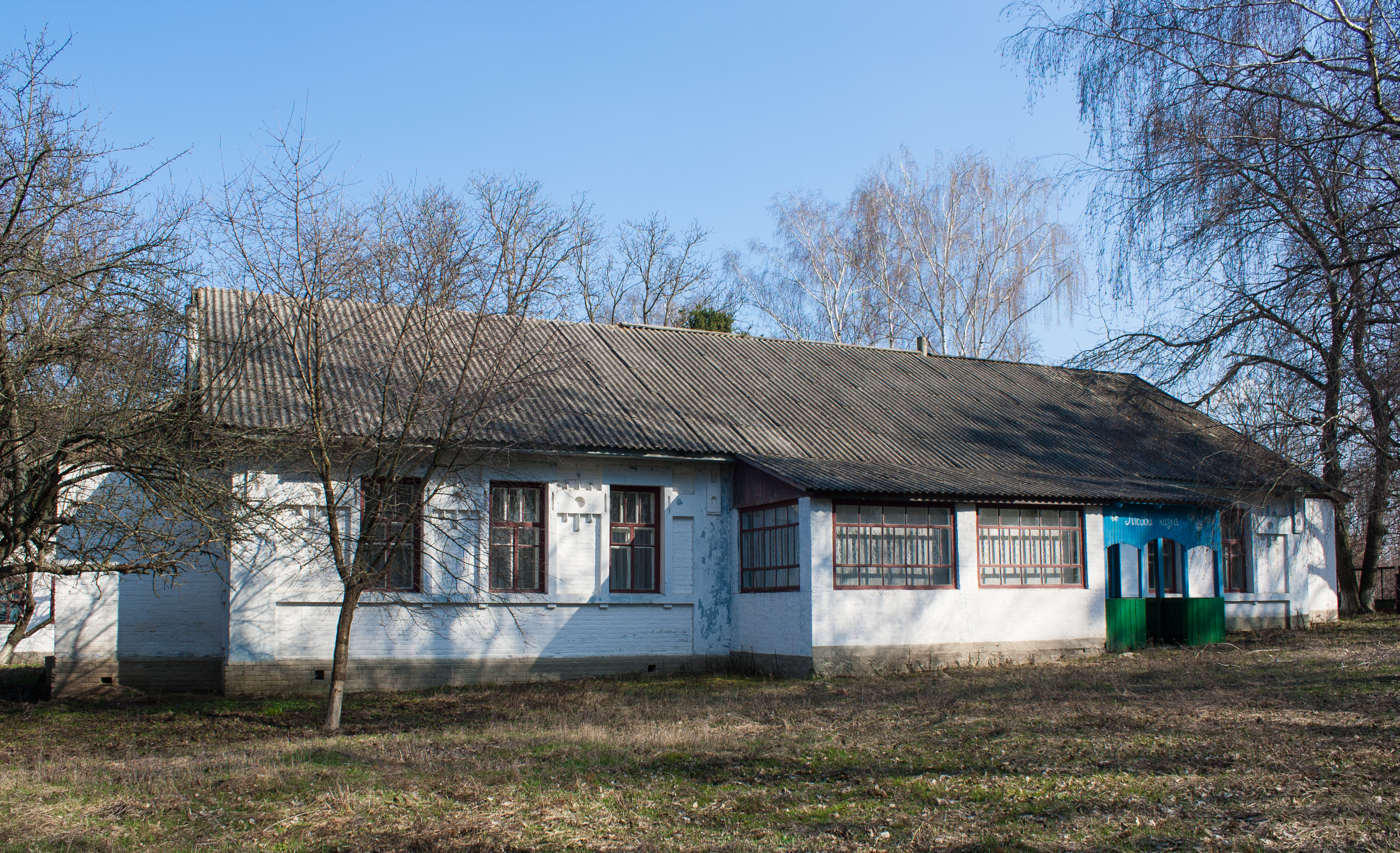
Будинок поміщика Галандзовського (1913 р.) (колишній дитсадок)
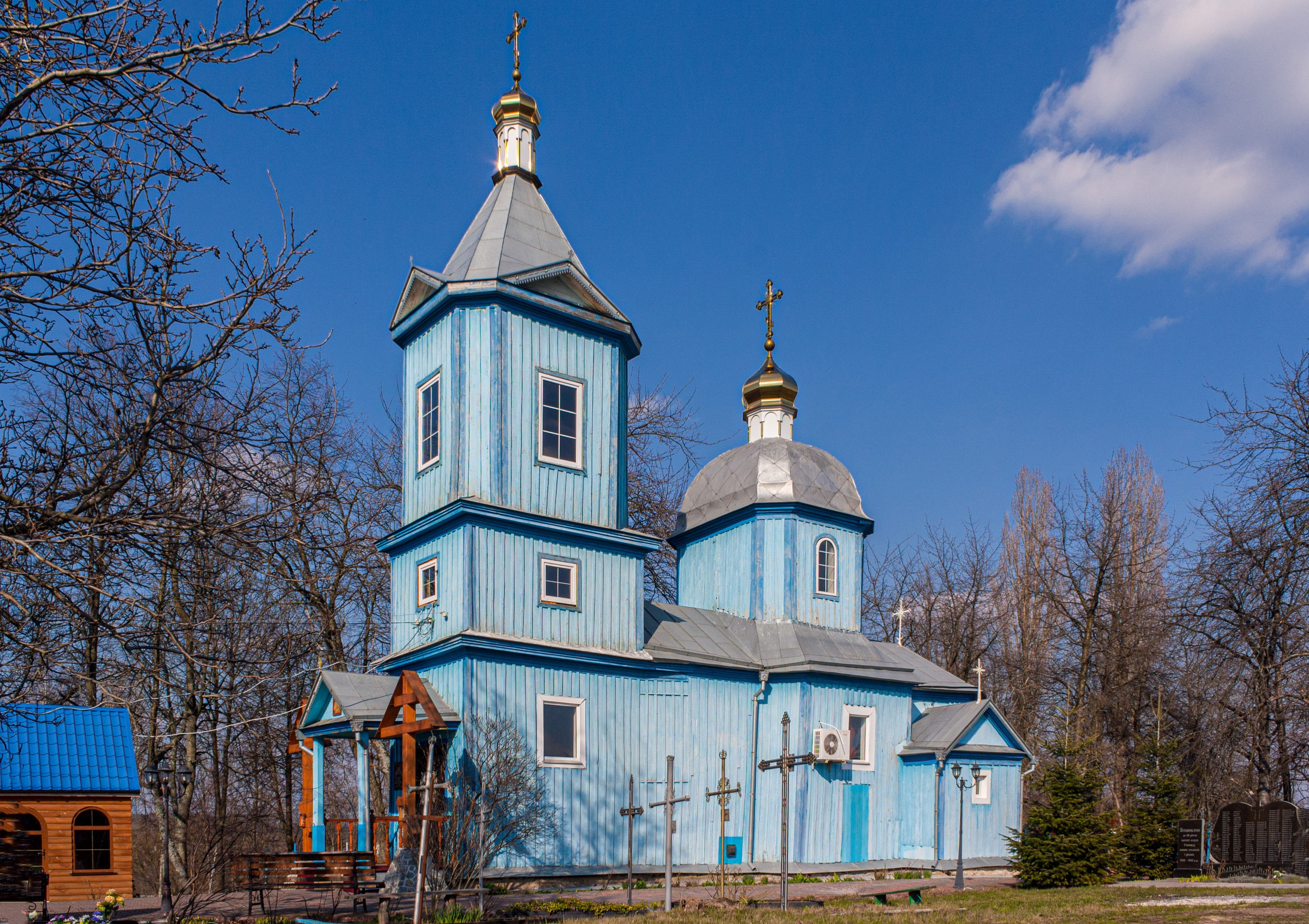
Церква Дмитрія Солунського (1815 р.)
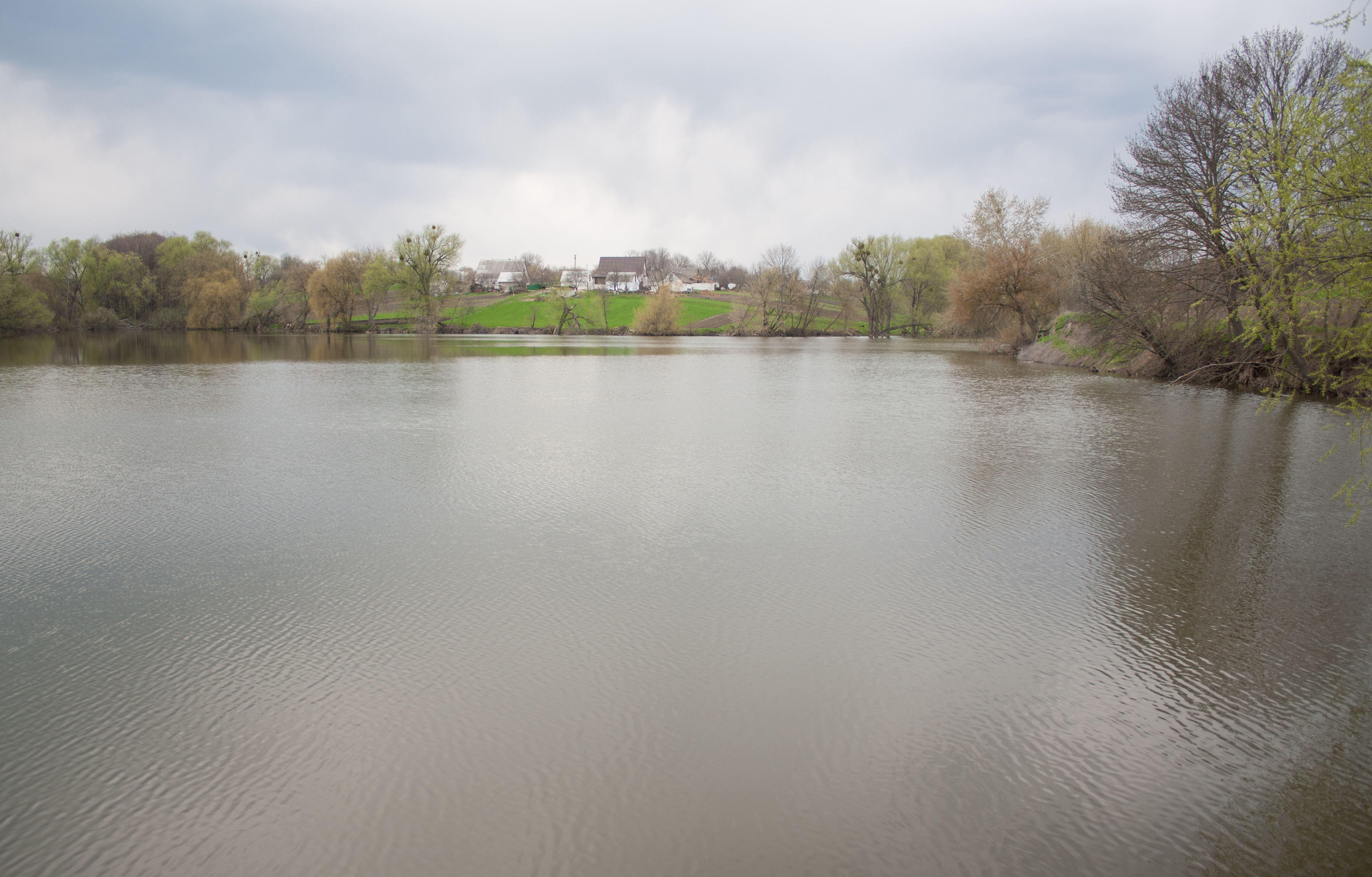
Ставок
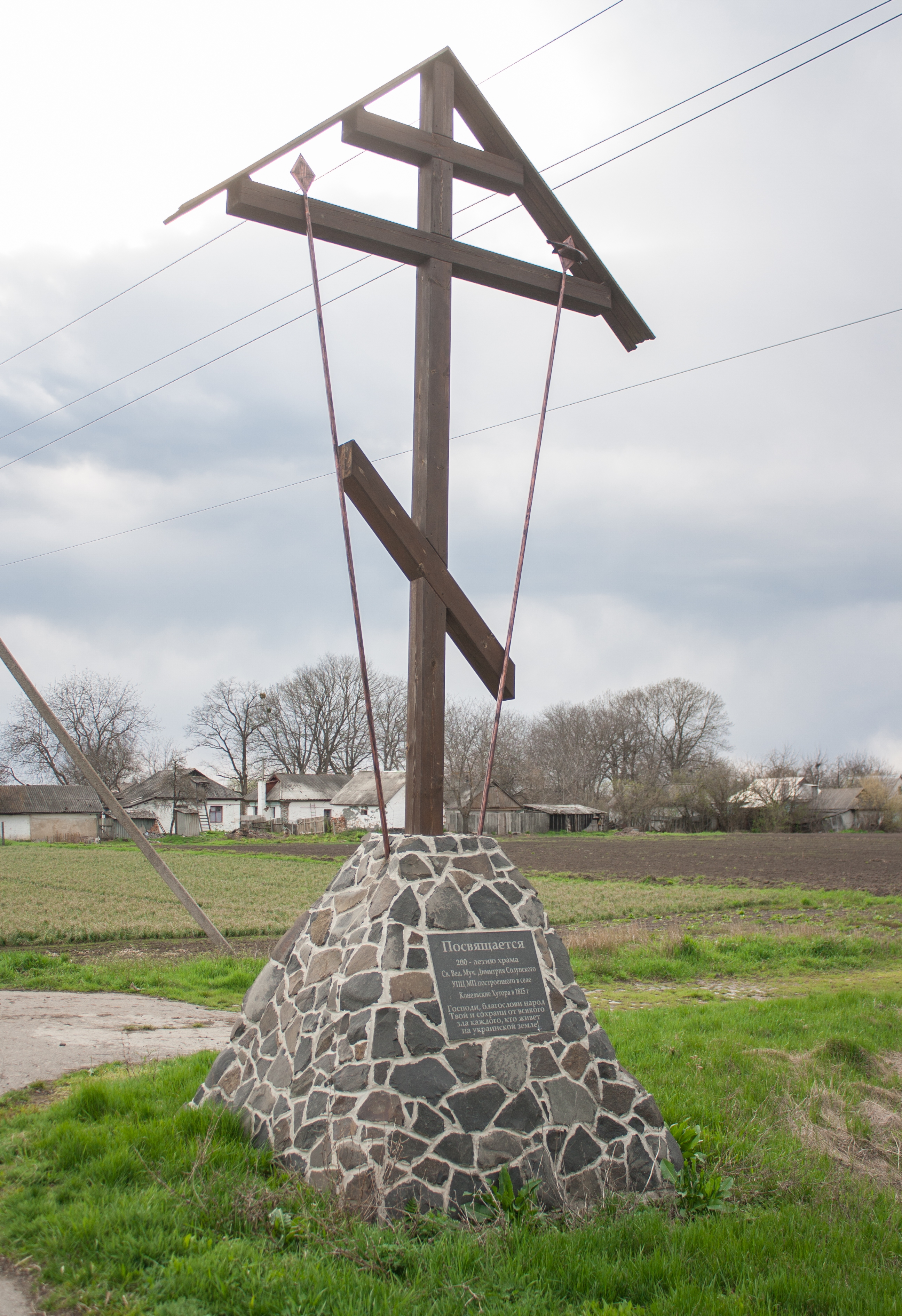
Пам'ятник на честь 200-річчя церкви
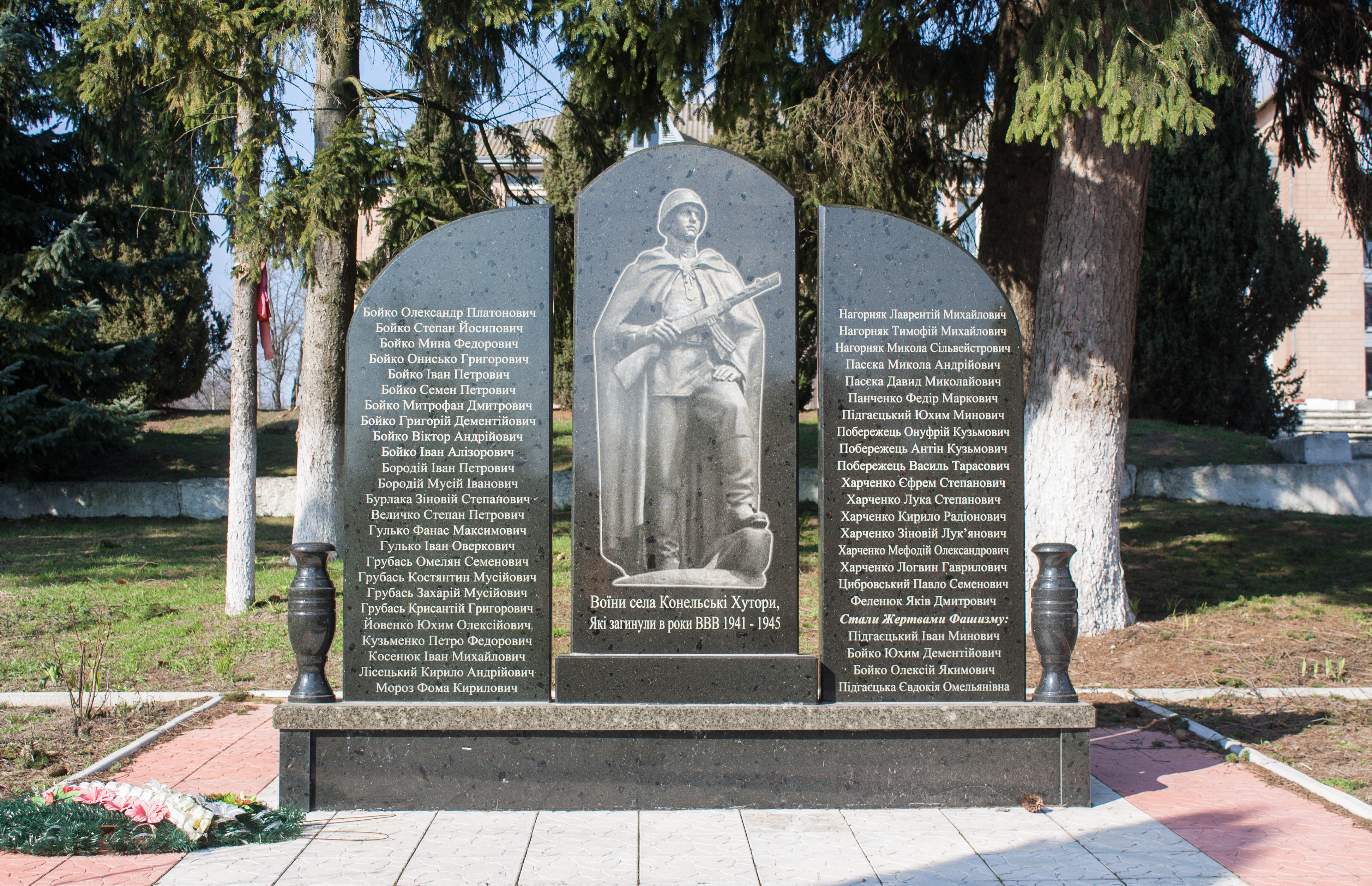
Братська могила радянських воїнів
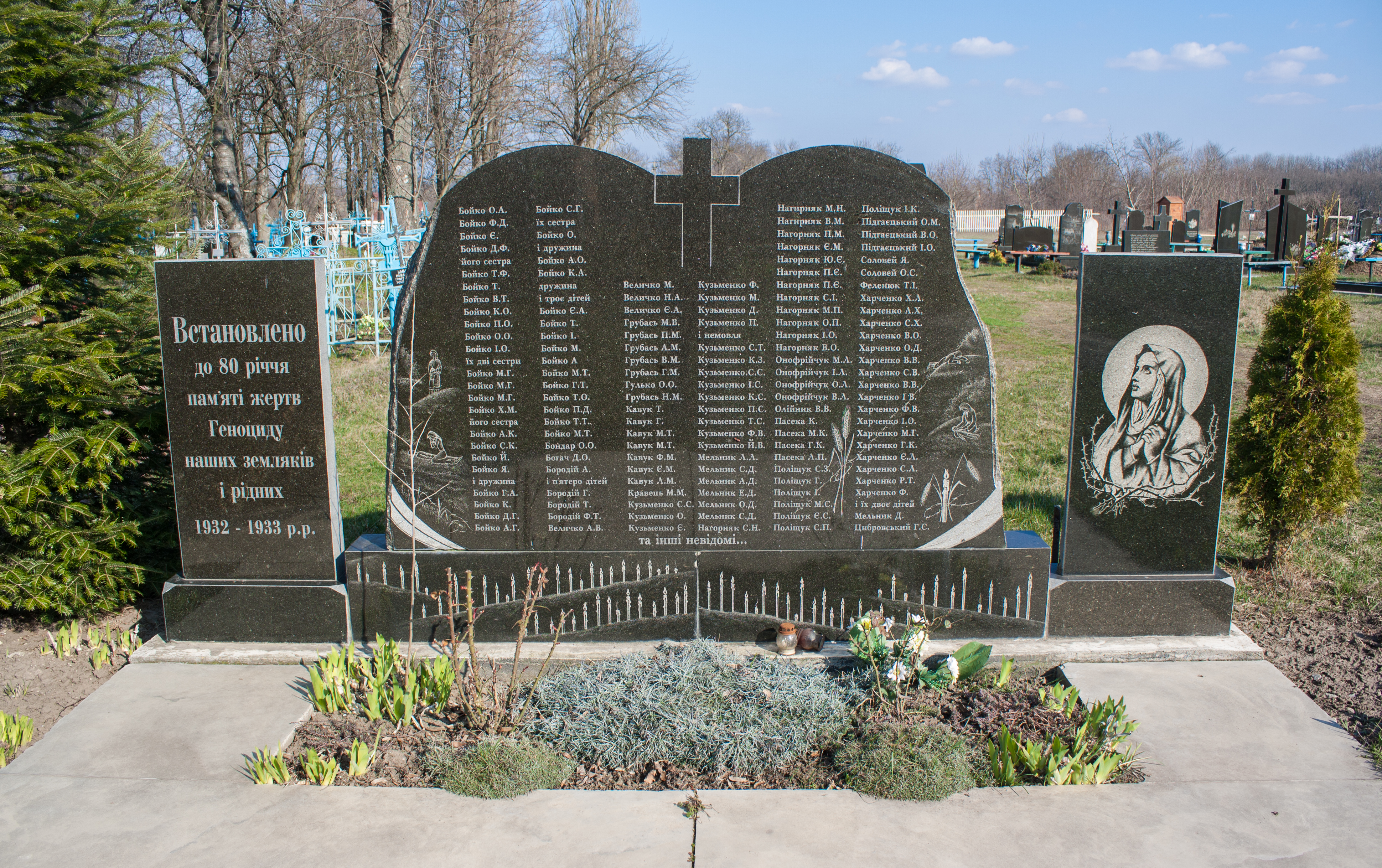
Пам'ятний знак жертвам Голодомору

### Ресурси інтернету
- who-is-who.com.ua[недоступне посилання з липня 2019]